# NGC 4353
NGC 4353 (również IC 3266 lub PGC 40303) – galaktyka nieregularna (IBm), znajdująca się w gwiazdozbiorze Panny. Odkrył ją Christian Peters w 1881 roku. Należy do Gromady w Pannie.